# Catalina de Moscoso-Ossorio y Mendoza
Catalina de Moscoso-Ossorio y Mendoza   (Madrid, 26 d'octubre de 1676 - Madrid, 4 de desembre de 1718) va ser una noble castellana.
Va néixer a Madrid el 26 d'octubre de 1676, va rebre el baptisme a la parròquia de San Martín el mateix dia. Va ser filla de Luis de Moscoso, setè comte d'Altamira i gentilhome de cambra de Carles II, i de Mariana de Benavides, filla dels marquesos de Caracena. Es va casar el 22 de març de 1699 amb Mercurio Antonio López Pacheco, duc d'Escalona i de Villena, que es casava en segones núpcies. Del matrimoni van néixer Andrés, successor dels títols, Josefa, Juan i un altre infant mort en néixer.
Al llarg de la seva vida va dedicar-se a la caritat envers els seus vassalls, servents i els més pobres. Es va fer coneguda i respectada a la cort, hom afirma que gràcies als seus dots de govern, gentilesa i bellesa.
Va morir a la seva vila natal el 4 de desembre de 1718. El seu cos va ser dipositat als transparent de l'església del convent de San Francisco, i el 12 de febrer se'n celebraren les exèquies, que van anar a càrrec del fra Antonio Márquez. El 1738, el cos va ser traslladat al convent del Parral de Segòvia, lloc d'enterrament dels marquesos de Villena.